# René Lorain
René Zacharie Alfred Lorain (Reims, Marne, 19 de març de 1900 - Ouchamps, Loir-et-Cher, 25 d'octubre de 1984) va ser un atleta francès, especialista en curses de velocitat, que va competir a començaments del segle xx.
El 1920 va prendre part en els Jocs Olímpics d'Anvers, on disputà tres proves del programa d'atletisme. En la cursa del 4x100 metres relleus, formant equip amb René Tirard, René Mourlon i Émile Ali-Khan, guanyà la medalla de plata. En els 100 i 200 metres quedà eliminat en sèries.
Lorain guanyà el títol nacional dels 100 metres el 1920 i finalitzà segon en els 200 metres el 1920 i 1923.

## Millors marques
- 100 metres. 10.8" (1922)
- 200 metres. 22.0" (1920)[2]